# Al-Marsa al-Kabir
Al-Marsa al-Kabir (arab. المرسى الكبير; fr. Mers el-Kébir) – miasto w północno-zachodniej Algierii nad Morzem Śródziemnym, w pobliżu Oranu, w prowincji Oran.
Podczas II wojny światowej mieściła się tam baza floty francuskiej. 3 lipca 1940 marynarka brytyjska dokonała zniszczenia floty francuskiej w tutejszym porcie.